# Dendrophthoe gangliiformis
Dendrophthoe gangliiformis är en tvåhjärtbladig växtart som beskrevs av B.A. Barlow. Dendrophthoe gangliiformis ingår i släktet Dendrophthoe och familjen Loranthaceae. Inga underarter finns listade i Catalogue of Life.